# ミッキーマウス・ワークス
『ミッキーマウス・ワークス』（原題：Mickey Mouse Works）は、ウォルト・ディズニー・テレビジョン・アニメーションが制作したアメリカ合衆国のテレビアニメ。

## 概要
ミッキーマウスと仲間たちの日常や騒動を描いたギャグ・コメディ。
かつてミッキーらが主役を演じたディズニー短編映画のテレビ版リメイクという位置づけに近く、各キャラクターの性格や言動も感情表現が激しくスラップスティック色の強いものとして設定されている。舞台やミッキー達に与えられた職業などの設定もエピソードによって様々である。「シリー・シンフォニー」を冠したエピソードも存在する。
アメリカ合衆国では、1999年5月1日から2000年12月16日までABCで放送。日本では過去にテレビ東京のFRIDAY DISNEYで2000年4月7日から2001年3月23日まで放送された。後にWOWOWでも放送されたことがある。
本作のエピソードは後に製作・放映された『ハウス・オブ・マウス』の劇中（クラブ内の大型スクリーンで余興として上映されるという設定）で再放送された。

## キャラクター
声優の表記は原語版/日本語吹替版の順。

### メインキャラクター
ミッキーマウス
声 - ウェイン・オルウィン、クィントン・フリン（一部の回のみ） / 青柳隆志
本作ではクラシック短編映画の初期作品群で見られていた腕白でやんちゃな性格が強調されており、しばしば仕事仲間として共演するドナルド、グーフィーと共に騒動の発端となる他、失敗や不正によって仕打ちを受ける役回りも多い。一方で「Mickey To The Rescue」シリーズなどでは持ち前の知恵と勇気によってピンチを乗り越えるヒーロー的活躍が描かれている。
ミニーマウス
声 - ルシー・テイラー / 水谷優子
ミッキーのガールフレンド。理知的で少し気が強く、時折頼りないミッキーに呆れつつも彼のことは常に気にかけている。「Maestro Minnie」シリーズでは指揮者として登場し、オーケストラに混じって問題を起こす楽器を相手に奮闘する。
ドナルドダック
声 - トニー・アンセルモ / 山寺宏一
ミッキーの親友。オープニングでは様々な手段でタイトルロゴに「STARRING DONALD DUCK(主演:ドナルドダック)」「DUCK WORKS」などの文言を被せようとするが毎回失敗に終わっている。「Donald's Dynamite」シリーズでは様々な状況下でしつこく付き纏う爆弾に翻弄される。普段は悲惨な目に遭うことがあるが回によっては報われる回もある。
デイジーダック
声 - トレス・マクニール / 土井美加
ドナルドのガールフレンド。大人びたミニーとは対照的に勝ち気で厚かましい性格で、ドナルドの他交友の深いミニーやミッキーまでも振り回すことが多い。クラシック短編映画の初期作品群に比べ、ドナルドと仲良くなる終わり方が多く、以前より恋仲を深めている。
グーフィー
声 - ビル・ファーマー / 島香裕
ミッキーの親友。温厚で友達想いだが天然過ぎる為、周りをイライラさせることがあるが悪気は全くない。彼が主役のエピソードは往年製作された短編映画「教室シリーズ」を踏襲しており、ナレーター進行の下様々なスポーツや活動に挑む。メインではない回（特に親友のミッキー絡み）でもしばしば脇役として出演している。
プルート
声 - ビル・ファーマー / （原語版流用）
ミッキーの飼い犬。主人想いな性格で届けられた新聞をミッキーの代わりに取りに行くのは彼の日課で、「Pluto Gets The Paper」シリーズでは新聞を巡ってプルートに降りかかる災難が描かれる。

### サブキャラクター
ルードヴィヒ・フォン・ドレイク
声 - コーリー・バートン / 沢りつお
ドナルドの叔父でスクルージの義弟でもある発明家。本作では上記の6人に次いで扱いが大きく、彼の名を冠したシリーズ「Von Drake's House of Genius」がある他、オープニングにも登場するなど本作からメインキャラとして登場するようになる。様々な発明品を披露し、主にドナルドをその奇妙な発明の実験台にするが最後に仕返しを受ける場合もある。気の強い母親（声 - エイプリル・ウィンチェル / 真山亜子）が声のみ登場する。
ピート
声 - ジム・カミングス / 大平透
ミッキーのライバル。仕事の依頼主から犯罪者まであらゆる立ち位置からミッキーらと関わるがほとんど悲惨な目に遭う。「Mickey To The Rescue」ではミニーを誘拐し、救出に現れたミッキーに罠を仕掛ける。
モーティマー・マウス
声 - モーリス・ラマーシュ / 江原正士
ミッキーのライバルでミニーの幼馴染。ミニーへは執拗なアプローチを繰り返しており警察沙汰も起こしている。恋敵のミッキーをからかうがミニーが絡まない場面では友好的に接する事もある。
クララベル・カウ
声 - エイプリル・ウィンチェル / 真山亜子、水谷優子（一部の回のみ）
ミニーやデイジーの親友。本作からグーフィーと恋仲になることが多くなった。
ヒューイ・デューイ・ルーイ
声 - トニー・アンセルモ、ルシー・テイラー / 坂本千夏
ドナルドの甥っ子3人組。相変わらずいたずらばかりして困らせることが多く、一度ミッキーにもいたずらするも逆に返り討ちに遭った。
ナレーション
声 - コーリー・バートン / 堀内賢雄（グーフィー関連）、ジョン・クリーズ / 中村正（『MouseTales』、『Mickey's Mechanical House』）
ミッキーメインのほうは基本普通にナレーションするが場合によっては登場人物に干渉することがあり、悪役をやらせる為にドナルドを騙したこともある。グーフィーメインのナレーターはグーフィーに手助けするというより唆すようにあらゆることを挑戦させるも大抵失敗に終わらせ、さらに旧作より口が悪い為、温厚なグーフィーの怒りを買ったこともある。

### ゲストキャラクター
チップとデール
声 - トレス・マクニール（チップ）・ビル・ファーマー（デール） / 滝沢ロコ（チップ）・稲葉実（デール）
シマリスのコンビ。クラシック短編映画とは異なり、本作はメインの座をドレーク教授に譲り、短編映画シリーズと同様にドナルドの宿敵として登場するが、「Mickey's Mixed Nuts」ではナッツを巡ってミッキーと敵対している。ハウス・オブ・マウスにも出演したこともあるが､ダンサーでもある。
ホーレス・ホースカラー
声 - ビル・ファーマー / 伊井篤史
ミッキーやミニーの古くからの友人。クララベルに比べ、あまり登場しない。
スクルージ・マクダック
声 - アラン・ヤング / 北村弘一
ドナルドの叔父でお金持ちのアヒル。従来よりもお金にがめつくケチな面が強調され、悪役をやることがある。
クララ・クラック
声 - ルシー・テイラー / （原語版流用）
従来同様言葉を喋れず、ドナルドに好意を抱いている。
ファントム・ブロット
声 - ジョン・オハレイ / 若本規夫
元はミッキーマウスの新聞連載漫画「Mickey Mouse Outwits the Phantom Blot」に登場したミッキー達の敵で黒い影のような姿をした大男。
ハンフリー
声 - ジム・カミングス / 高木渉
マイペースで食いしん坊なヒグマ。クラシック短編映画と同様にドナルドとの共演が多く本作でもドナルドから食べ物を奪おうとする。ハウス・オブ・マウスにも登場した。
レンジャー・ウッドロー
声 - コーリー・バートン / 長島雄一
ブラウンストーン国立公園の管理人。ハンフリーらヒグマたちの世話や監視もしており、トラブルメーカーのハンフリーにいつも手を焼いているが彼自身もハンフリーのようなずるさを持っている。
ホセ・キャリオカ
声 - ロブ・ポールセン / 中尾隆聖
ドナルドの親友。「ミッキーの素敵なディナー」に登場。料理のレパートリーに乏しいミッキーの代わりにグルメとしての技量を活かしたディナーを振舞ってくれるようミニーから依頼される。
ダイナ
声 - フランク・ウェルカー / （原語版流用）
プルートのガールフレンドであるダックスフント。
ブッチ
声 - フランク・ウェルカー / （原語版流用）
プルートの天敵であるブルドッグ。
プルートの天使
声 - エリック・アイドル / 小形満
「プルートのなやみ」に登場するプルートの良心で普段温厚な為、プルートの悪魔に吹き飛ばされるが本質が優しいプルートが悪魔の嘘に気づき、天使のほうを受け入れる。一度だけミッキーの前に現れて真相を話したことがある。
プルートの悪魔
声 - ペン・ジレッテ / 堀内賢雄
「プルートのなやみ」に登場するプルートの心の悪魔。純粋なプルートを言葉巧みに騙して、いたずらさせようとして、事態を悪化されるが最終的に本質が優しいプルートの退治される。一度だけミッキーの前に現れたことがある。
ソルティ
「ミッキーとあざらし」などのクラシック短編映画に登場したアザラシの子供。ハウス・オブ・マウスにもゲスト出演したことがある。
ルーイ・ザ・マウンテン・ライオン
「ドナルドのライオン騒動」や「グーフィーの昼寝騒動」などに登場した、凶暴なピューマ。「Goofy's Big Kitty」では動物園から脱走しグーフィーの家に侵入する。「Goofy's Radio」ではブラウンストーン国立公園に生息しており、休暇に来たグーフィーを食べようとするが、音楽を聴くと無意識的に踊りだしてしまう習性に惑わされる事になる。また､ハウス・オブ・マウスにも出演されたこともある。
アラクアン・バード
声 - フランク・ウェルカー / （原語版流用）
「三人の騎士」や「ジャングルのおどけ者」などに登場した、ジャングルに住むいたずら好きの鳥でドナルドの天敵。ハウス・オブ・マウスではゲスト出演として､ドナルド以外にも変装したことがある。
チーフ・オハラ
元は「Mickey Mouse Outwits the Phantom Blot」に登場した警察官。ミッキーたちが住む街をパトロールしており、悪事に手を染めたピートやモーティマーを連行するのが彼の役回りとなる。
ミセス・タートル
声 - エステル・ハリス / 水谷優子
アオウミガメの婦人。息子のベイビー・シェルビーを溺愛しているが、しばしば私用を優先させたいがためにドナルドに子守を押しつける。少しでもシェルビーの安否を危ぶむと高圧的な態度でドナルドを責め立てる自己中心な性格でドナルドの苦手な相手。
ベイビー・シェルビー
声 - ジェフ・ベネット / （原語版流用）
ミセス・タートルの息子で本作のドナルドの新たな宿敵。母親の前では普通の赤ん坊然と振る舞うが、非常に腹黒く狡賢い上に逃げ足が速く、ベビーシッターを命ぜられたドナルドを欺き脱走しては幾度となく彼を振り回すトラブルメーカーでミッキーを振り回したこともある。相手を馬鹿にしたような笑い方が特徴。
マッドサイエンティスト
声 - / 辻村真人
「ハートがあぶない！」で楽器提供を経営するミッキー・ドナルド・グーフィーに「オルガン」を注文した怪しい男。様々なおもちゃを発明している。パイプオルガンを届けに来たミッキー達を泊めるが、その目的は自作の人形に命を与えるために彼らの「ハート」を手に入れることだった。
ジーク
声 - / 塩屋浩三
「Mickey's Cabin」に登場するピートのいとこ。2人でATMを強奪した後、アジトの山小屋にミッキーを呼び寄せ人質に取る。ミッキーの巧妙な話術によって金欲しさに相手が裏切る展開をいとこ同士で疑い始め、内輪揉めを起こすようになる。最後はミッキーに騙され2人揃って留置場に閉じ込められた。
バート
Ajaxのガソリンスタンドで働いているゴリラの男性。いつも退屈そうに店先の椅子にもたれかかっている。
ロイ・E・ディズニー
「ミッキーのファックス騒動」に登場。ミッキーがモーティマーへ送るつもりだった罵詈雑言を書き連ねたメッセージが彼のファックスへ誤送信される。文面を読んだ本人は訳が分からず首を傾げていた。

## スタッフ
- 原作 - ウォルト・ディズニー、アブ・アイワークス
- 原案 - ロバーツ・ガナウェイ
- 音楽 - スティーブン・ジェームズ・テイラー
- 制作協力 - トゥーンシティ、WDAJ、WDAA、WDAC、宏廣動画、WDFAF
- 製作 - ウォルト・ディズニー・テレビジョン・アニメーション

### 日本語版制作スタッフ
- 翻訳 - 荒木小職
- 演出 - 小山悟
- 録音製作 - ケイエスエス

## エピソードリスト
| 話数 | 邦題 | 原題 |
| ---- | --- | --- |
| 1    | ミッキーの危機一髪グーフィーのウエイター指揮者ミニーのウィリアムテルドナルドの眺めの良い場所遊園地のペンキ屋さん                                         | Mickey To The Rescue: Train TracksHow To Be A WaiterMaestro Minnie: William Tell OvertureDonald's Failed FourthRoller Coaster Painters           |
| 2    | グーフィーのインラインスケートミッキーの新車プルートのお留守番ドナルドのカメラマンは大変！                                                               | Goofy's Extreme Sports: Skating The Half PipeMickey's New CarPluto's Penthouse SweetDonald's Shell Shots                                         |
| 3    | ドナルドのボーリングでドカン!ミッキーのプレゼント大作戦ドレーク教授の発明教室 ＜時間戻し機＞七面鳥をつかまえろグーフィーの魔法のダンス                   | Donald's Dynamite: Bowling AlleyMickey's Airplane KitVon Drake's House of Genius: Time ReverserTurkey CatchersDance of the Goofys                |
| 4    | プルートと宇宙船ロケットライドに乗せて！グーフィーのパラサイリングハートがあぶない！寄付金がリボンに？                                                   | Pluto Gets The Paper: SpaceshipDonald's Rocket RuckusGoofy's Extreme Sports: ParacyclingOrgan DonorsMickey's Mistake                             |
| 5    | 指揮者ミニーのハンガリアンダンスグーフィーのスパイドナルドと1ドル札プルートと３匹の子猫                                                                  | Maestro Minnie: Hungarian Rhapsody No. 6How To Be A SpyDonald's Valentine DollarPluto's Kittens                                                  |
| 6    | ドレイク教授のリモコン芝刈り機番犬プルートドナルドのオペラでドカン!ミッキーの８０日間世界一周                                                            | Von Drake's House of Genius: Remote Controlled Laser Lawn MowerPluto Vs. The WatchdogDonald's Dynamite: Opera BoxAround The World In Eighty Days |
| 7    | ドナルドのフィッシングでドカン!プルートがムラサキ色になった!?ドレーク教授の発明教室＜自動お金製造器＞グーフィーのボスも大変!プルートのラブラブ大作戦     | Donald's Dynamite: FishingPurple PlutoVon Drake's House of Genius: Money IncreaserSandwich MakersPluto's Arrow Error                             |
| 8    | ミニーを助けろ! 階段編プルート、穴を掘るお客様はやりたい放題！グーフィーの自転車の乗り方                                                                 | Mickey To The Rescue: StaircasePluto Runs AwayDaisy Visits MinnieHow To Ride A Bicycle                                                           |
| 9    | グーフィーのロック・クライミングミッキーとミニーのヘンゼルとグレーテルドナルドのアイス・スケートミッキーの最新ハイテク・ハウス(ミッキーの機械じかけの家) | Goofy's Extreme Sports: Rock ClimbingHansel And GretelDonald On IceMickey's Mechanical House                                                     |
| 10   | プルート、清掃車にさらわれるドナルドのディナーデート指揮者ミニーの ブラームスの子守唄ドレーク教授の発明教室 最新お風呂装置ミッキーのピアノレッスン       | Pluto Gets The Paper: Street CleanerDonald's Dinner DateMaestro Minnie: Brahms LullabyeHydro SquirterMickey's Piano Lesson                       |
| 11   | ミニーを助けろ オリと大砲編ミッキーの荒療法グーフィーの水上ボードミッキーの真夏の夜の夢                                                                  | Mickey To The Rescue: Cages And CannonsMickey's RemedyGoofy's Extreme Sports: WakeboardingA Midsummer Night's Dream                              |
| 12   | プルートのチューインガムは大迷惑ミッキーの素敵なディナードナルド vs チップとデールミッキーの逆さまの街                                                   | Pluto Gets The Paper: Bubble GumMickey Tries To CookDonald And The Big NutTopsy Turvy Town                                                       |
| 13   | ドレーク教授の発明教室 テレリンリングーフィーのお化け屋敷指揮者ミニーの 熊蜂の飛行ミッキーのくるみ割り人形                                               | Von Drake's House of Genius: TeledingerHow To Haunt A HouseMaestro Minnie: Flight of the BumblebeeThe Nutcracker                                 |
| 14   | プルートと自動販売機ドナルド VS くまのハンフリードナルドの雪だるまでドカン!インク怪人をやっつけろ                                                        | Pluto Gets The Paper: Vending MachineDonald's Grizzly GuestDonald's Dynamite: SnowmanMickey Foils The Phantom Blot                               |
| 15   | ３人でデート！？ペットはライオンドレイク博士のストレス解消法                                                                                             | Daisy's Road TripGoofy's Big KittyRelaxing With Von Drake                                                                                        |
| 16   | グーフィーの野球ファンの心得ミッキーのキーはどこ？プルートの天使と悪魔                                                                                   | How To Be A Baseball FanLocksmithsMinnie Takes Care of Pluto                                                                                     |
| 17   | ドナルドの手品でドカン！ドナルドのサバイバル・テスト 帰ってきたミッキーのライバルミッキーとカモメ                                                        | Donald's Dynamite: Magic ActSurvival of The WoodchucksMickey's Rival ReturnsMickey And The Seagull                                               |
| 18   | グーフィーのラジオ洗車は大変!ミニーのこだわり大作戦プルートとアシカ                                                                                      | Goofy's RadioCar WashersMinnie Gets HypnotizedPluto's Seal Deal                                                                                  |
| 19   | ミッキーのナッツ争奪戦グーフィーのサメの餌付けミッキーの頂上をめざせ!デイジーとマーロックドナルドとコンピューター                                        | Mickey's Mixed NutsGoofy's Extreme Sports: Shark FeedingMickey's MountainDaisy vs. MerlockComputer Don                                           |
| 20   | ドナルドのハロウィンドナルドの灯台グーフィーのガーデニング                                                                                               | Donald's Halloween ScareDonald's LighthouseHow to Take Care of Your Yard                                                                         |
| 21   | プルートｖｓ．モーティマーミニーのアップルパイバケーションはカードでドナルドのベビーシッター                                                             | Pluto Gets The Paper: MortimerMinnie Visits DaisyHow To Wash DishesDomesticated Donald                                                           |
| 22   | ミッキーのファックス騒動ドナルドの釣りデートクリスマス・デコレーションでしょうぶ！                                                                       | Mickey's Mix-UpWhitewater DonaldMickey's Christmas Chaos                                                                                         |
| 23   | ドナルドの釣り対決プルートのしゃっくりを止めて!ミッキーVS銀行強盗                                                                                        | Donald's Fish FryPresto PlutoMickey's Cabin |
| 24   | プルート、新聞を買う電話でパニックプルートと魔法の手袋ミッキーがミニー？                                                                                 | Pluto Gets The PaperMickey's Answering ServicePluto's Magic PawsMickey's Big Break                                                               |
| 25   | ドナルド vs アラカン鳥グーフィー紳士になるドナルドのプール                                                                                               | Bird Brained DonaldHow To Be A GentlemanDonald's Pool                                                                                            |

## DVD
いずれも傑作選であり、全話はDVD化されていない。
- ミッキーのギャグ・ファクトリー[9]

2005年3月18日に発売、品番 - VWDS4994
- ミッキーのクリスマスの贈りもの（スペシャル版）[10]

2019年11月20日に発売、品番 - VWDS5216